# Альдостерон
Альдостеро́н — основной минералокортикостероидный гормон коры надпочечников у человека. У некоторых видов животных основным естественным минералокортикоидом является дезоксикортикостерон, а не альдостерон, но для человека дезоксикортикостерон относительно малоактивен.

## Физиология
Минералокортикоиды вызывают усиление канальцевой реабсорбции катионов натрия, анионов хлора и одновременно усиливают канальцевую экскрецию катионов калия и повышают способность тканей удерживать воду, что способствует переходу жидкости и натрия из сосудистого русла в ткани.
Альдостерон образуется в клубочковой зоне коры надпочечников и является единственным поступающим в кровь минералокортикоидом человека. Регуляция синтеза и секреции альдостерона осуществляется преимущественно ангиотензином-II, что дало основание считать альдостерон частью ренин-ангиотензин-альдостероновой системы (РААС), обеспечивающей регуляцию водно-солевого обмена и гемодинамики. Поскольку альдостерон регулирует содержание в крови ионов Na+ и K+, обратная связь в регуляции реализуется прямыми эффектами ионов, особенно К+, на клубочковую зону. В РААС обратные связи включаются при сдвигах содержания Na+ в моче в дистальных канальцах, объема и давления крови. Механизм действия альдостерона, как и всех стероидных гормонов, состоит в прямом влиянии на генетический аппарат ядра клеток со стимуляцией синтеза соответствующих РНК, активации синтеза транспортирующих катионы белков и ферментов, а также повышении проницаемости мембран для аминокислот. Основные физиологические эффекты альдостерона заключаются в поддержании водно-солевого обмена между внешней и внутренней средой организма.  Главным органом- мишенью гормона являются почки, где альдостерон вызывает усиленную реабсорбцию Na+ в дистальных канальцах с его задержкой в организме и повышении экскреции K+ с мочой. Под влиянием альдостерона происходит задержка в организме хлоридов и воды, усиленное выделение H+ и аммония, увеличивается объем циркулирующей крови, формируется сдвиг кислотно-щелочного состояния в сторону алкалоза. Действуя на клетки сосудов и тканей, гормон способствует транспорту Na+ и воды во внутриклеточное пространство.
Конечным результатом действия минералокортикоидов является увеличение объёма циркулирующей крови и повышение системного артериального давления. В патологических случаях гиперальдостеронизма это приводит к развитию отёков, гипернатриемии, гипокалиемии, гиперволемии, артериальной гипертензии и иногда застойной сердечной недостаточности.
Структуру и физико-химические свойства альдостерона установили и описали Сильвия и Джеймс Тейты. 